# Batalla de Sidón (1840)
La batalla de Sidón fue un enfrentamiento en 1840 entre las fuerzas aliadas y las fuerzas egipcias en la Segunda Guerra Egipcio-Otomana. Terminó con la captura de Sidón por parte de las fuerzas aliadas.

## La batalla
El almirante Robert Stopford quería tomar Sidón y confió esta tarea al almirante Charles John Napier. Sidón estaba protegido por una ciudadela y una muralla. Con ocho barcos, Napier bombardeó la plaza durante 30 minutos. Las fuerzas anglo-otomanas intentaron después desembarcar en dos ocasiones, pero fueron rechazados.
El archiduque Federico, encargado de dirigir el ataque al castillo sur mientras los barcos seguían disparando, desembarcó primero un destacamento que subió rápidamente a las alturas de las orillas y poco después un segundo destacamento desembarcó y logró avanzar a pesar de los disparos recibidos, procedentes de algunas casas. Después de que este destacamento, combinado con un destacamento de británicos, se situara como reserva a la entrada de la ciudad, el propio archiduque Federico, a la cabeza del primer destacamento y de algunos británicos, avanzó hacia el castillo de la montaña, al que escaló en primer lugar. Poco después llegó allí un destacamento de británicos que había entrado en la ciudad por el norte, mientras las tropas otomanas entraron por el lado con agua del castillo. A las 6 de la tarde, Sidón había sido capturada, 1.500 egipcios fueron tomados prisioneros.